# 西蔵自治区人民政府主席
西蔵自治区人民政府主席（せいぞうじちく-じんみんせいふ-しゅせき）は、中華人民共和国が1965年にチベットの西南半部分にもうけた省級の地方行政単位西蔵自治区（チベット自治区）の長官。チベット自治区人民政府主席とも。

## 概要
中華人民共和国は、20世紀初頭以来、チベットの独立と国際的な国家承認をもとめて活動していたガンデンポタンを1951年に屈服させてチベットの全域を支配下においた。中国政府は十七か条協定においてガンデンポタンを「西蔵地方政府」と位置づけ、ひきつづき中央チベット（＝チベットの西蔵部分）の統治をゆだねた。
十七か条協定では、「西蔵では現行制度は維持される」「中央は改革を強要しない」と規定されていたが、中国は1955年以降、チベットのうち西蔵に含まれない各地（青海省・西康省蔵族自治区など）で民主改革に着手した。反発した該当地域のチベット人は1956年より一斉に蜂起し、チベット動乱が始まった。混乱は次第に中央チベットも波及、1959年3月10日のラサ市民の蜂起（のちチベット蜂起記念日となる）をきっかけにダライラマ14世とガンデンポタンはチベットを脱出し、ネパール経由でインドに亡命した。
国務院総理周恩来は、『「西蔵地方政府」の廃止』を布告するとともに、「西蔵地方の統治」を「西蔵自治区籌備委員会（せいぞうじちくちゅうびいいんかい）」に委ねた。
1965年、「西蔵自治区」が正式に成立、西蔵自治区籌備委員会（せいぞうじちくちゅうびいいんかい）」の主任であったンガプー・ンガワン・ジクメが最初の長官となった。

## 西蔵自治区の長官の名称の変遷
西蔵自治区の長官の呼称は時期によって変遷している。
1. 西蔵自治区人民委員会主任:1965-1968
2. 西蔵自治区革命委員会主任:1968-1979
3. 西蔵自治区人民政府主席:1979-

## 歴代の西蔵自治区人民政府主席
| 代 | 氏名                                                                           | 氏名 | 在任期間               | ポストの名称             |
| -- | ------------------------------------------------------------------------------ | ---- | ---------------------- | ------------------------ |
| 1  | ンガプー・ンガワン・ジクメ （nga phod ngag dbang 'jigs med, 阿沛・阿旺晋美）   |      | 1965年9月 - 1968年     | 西蔵自治区人民委員会主任 |
| 2  | 曾雍雅 （そう ようが）                                                         |      | 1968年9月 - 1970年11月 | 西蔵自治区革命委員会主任 |
| 3  | 任栄 （じん えい）                                                             |      | 1970年11月 - 1979年8月 | 西蔵自治区革命委員会主任 |
| 4  | 天宝（てんぽう） チベット名はサンギェイェシェ（sangs rgyas ye shes, 桑吉悦希） |      | 1979年8月 - 1981年4月  | 西蔵自治区人民政府主席   |
| 5  | ンガプー・ンガワン・ジクメ （nga phod ngag dbang 'jigs med, 阿沛・阿旺晋美）   |      | 1981年4月 - 1983年2月  | 西蔵自治区人民政府主席   |
| 6  | ドルジェ・ツェプテン （rdo rje tshe brtan, 多杰才旦）                          |      | 1983年 - 1985年        | 西蔵自治区人民政府主席   |
| 7  | ドルジェ・ツェリン （rdo rje tshe ring, 多吉才譲）                             |      | 1985年 - 1990年        | 西蔵自治区人民政府主席   |
| 8  | ギェンツェン・ノルブ （rgyal mtsan nor bu, 江村羅布）                          |      | 1990年 - 1998年        | 西蔵自治区人民政府主席   |
| 9  | レーチョク （legs mchog, 列確）                                                |      | 1998年5月 - 2003年4月  | 西蔵自治区人民政府主席   |
| 10 | チャンパ・プンツォー （byamg pa phun tshogs, 向巴平措）                        |      | 2003年4月 - 2010年1月  | 西蔵自治区人民政府主席   |
| 11 | ペマ・ティンレー （padma 'phrin las, 白瑪赤林）                                |      | 2010年1月 - 2012年12月 | 西蔵自治区人民政府主席   |
| 12 | ロサン・ギェンツェン （blo bzang rgyal mtshan, 洛桑江村）                      |      | 2012年12月 - 2017年1月 | 西蔵自治区人民政府主席   |
| 13 | ツェダラ （che dgra lha, 斉扎拉）                                              |      | 2017年1月 - 2021年10月 | 西蔵自治区人民政府主席   |
| 14 | 厳金海 （げん きんかい）                                                       |      | 2021年10月 -2024年10月 | 西蔵自治区人民政府主席   |
| 15 | カルマ・ツェプテン （skar ma tshe brtan,嘎玛泽登）                             |      | 2024年11月 -           | 西蔵自治区人民政府主席   |